# Pseudo-Latijn
Pseudo-Latijn is een woord dat of zin die gevormd is naar de analogie van Latijnse woorden.
De meeste medische termen en taxonomische benamingen zijn ontstaan lang nadat het Oudgrieks en het Latijn als taal van de wetenschap in gebruik waren. Benamingen in de taxonomie zoals Homo sapiens vallen onder de noemer pseudo-Latijn. Meestal wordt wel de stam van een woord min of meer correct gebruikt, maar is de juiste vervoeging een toevalsproces. Veel uitdrukkingen zijn, hoewel formeel incorrect, al eeuwen gangbaar.
Vaak is ook het Grieks als bron aan te wijzen voor de herkomst van begrippen in pseudo-Latijn.
Begrippen in het Latijn (of daarop lijkend) die worden gebruikt door artsen en apothekers zijn een voorbeeld van pseudo-Latijn. Zij worden wel potjeslatijn genoemd.
In letterproeven wordt wel een pseudo-Latijnse zin aangetroffen die begint met Lorem ipsum.
Pseudo-Latijn wordt ook wel als grapje gebruikt, soms zelfs op gebouwen. Zo is er in Amsterdam aan het Kleine Gartmanplantsoen het volgende devies op de toegangspoort van de voormalige gevangenis te lezen: Homo sapiens non urinat in ventum- volgens de regels van het klassieke Latijn niet correct, maar te vertalen als Een verstandig mens plast niet tegen de wind in.

## Nederlands Latijn

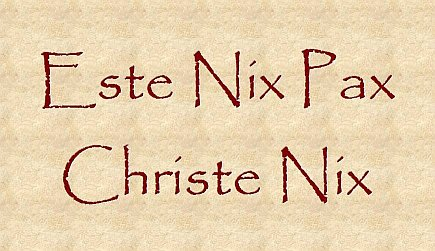
Als je niks pakt, krijg je niks

Als grap kan de Nederlandse taal ook op de Latijnse manier worden geschreven. Bij het uitspreken van de zin wordt dan pas duidelijk wat er staat, en dat het geen Latijn is, maar Nederlands. Een voorbeeld hiernaast uit het 'Limburgs Latijn': "Este Nix Pax Christe Nix" - "Als je niks pakt, krijg je niks."
Meer voorbeelden:
- "Antonius Dominicus ad liveras pergis assure augurquis. Hyphrat seva sogustot savus. Lapdatum ocus." De 'vertaling' luidt: "Antonius Dominicus at liever asperges dan (letterlijk: als) zure augurkjes. Hij vrat ze van 's ochtends tot 's avonds. Lap dat 'm ook 's."

- "Datis nepis potentis negrote" De 'vertaling' luidt: "Dat is een pispot en het is een grote!"

- "Sidi tamentis, astundis pactem." De 'vertaling' luidt: "Zie die tamme eend eens, als het de jouwe is, pak hem." (Eigenlijk in het dialect: "Zie die tamme end is, as 't d' oene is, pakt 'm.") Of "Sidi tamentis, ajuentis pactum"

Een Duitse variant luidt:
- "Vendilaus amoris, paxe trixe, caputisse!" De Duitse 'vertaling' luidt: "Wenn die Laus am Ohr ist, pack sie, drück sie; kaputt ist sie!" (Als er een luis aan je oor zit, pak hem, druk hem dood en kapot is-ie!)